# Sân vận động Busan Gudeok
Sân vận động Busan Gudeok (tiếng Hàn Quốc: 부산 구덕 운동장; Hanja: 釜山九德運動場) là một sân vận động đa năng ở Busan, Hàn Quốc. Sân hiện đang được sử dụng chủ yếu cho các trận đấu bóng đá. Sân hiện có sức chứa 12.349 khán giả. Sân được khánh thành vào tháng 9 năm 1928. Tại Thế vận hội Mùa hè 1988, sân vận động đã tổ chức một số trận đấu môn bóng đá. Đây cũng là địa điểm chính của Đại hội Thể thao Đông Á 1997. Tại Đại hội Thể thao Đông Á 1997, sân đã tổ chức lễ khai mạc và bế mạc, cũng như các nội dung thi đấu của môn điền kinh và các trận đấu môn bóng đá. Câu lạc bộ bóng đá chuyên nghiệp Busan IPark đã thi đấu các trận đấu trên sân nhà tại sân vận động này từ năm 1983 đến năm 2002 và từ năm 2015 đến nay. Ngoài ra, câu lạc bộ K3 League Busan Transport Corporation FC đã thi đấu các trận đấu trên sân nhà tại sân vận động này từ năm 2006 đến nay.

## Thế vận hội Mùa hè 1988
Tại Thế vận hội Mùa hè 1988, tám trận đấu môn bóng đá đã được tổ chức tại Sân vận động Gudeok, bao gồm cả ba trận đấu của Hàn Quốc và một trận bán kết. 180 cầu thủ đi cùng với 72 quan chức từ chín quốc gia đã thi đấu trong 11 ngày (từ ngày 17 tháng 9 đến ngày 27 tháng 9). Tổng cộng 146.320 khán giả đã theo dõi các trận đấu, trung bình 18.290 khán giả mỗi ngày. 675 triệu won đã được chi để cải tạo sân vận động trước Olympic, bao gồm nâng cấp bảng điểm điện tử và các cơ sở vật chất khác.
| Ngày                | Đội #1    | Kết quả    | Đội #2     | Vòng    | Khán giả |
| ------------------- | --------- | ---------- | ---------- | ------- | -------- |
| 17 tháng 9 năm 1988 | Tây Đức   | 3–0        | Trung Quốc | Bảng A  | 24.000   |
| 18 tháng 9 năm 1988 | Hàn Quốc  | 0–0        | Liên Xô    | Bảng C  | 30.000   |
| 19 tháng 9 năm 1988 | Tây Đức   | 4–1        | Tunisia    | Bảng A  | 14.000   |
| 20 tháng 9 năm 1988 | Hàn Quốc  | 0–0        | Hoa Kỳ     | Bảng C  | 22.000   |
| 21 tháng 9 năm 1988 | Tunisia   | 0–0        | Trung Quốc | Bảng A  | 17.000   |
| 22 tháng 9 năm 1988 | Argentina | 2–1        | Hàn Quốc   | Bảng C  | 30.000   |
| 25 tháng 9 năm 1988 | Liên Xô   | 3–0        | Úc         | Tứ kết  | 5.000    |
| 27 tháng 9 năm 1988 | Liên Xô   | 3–2 (h.p.) | Ý          | Bán kết | 10.000   |